# Atalaya de Torre - Pedro
La Atalaya de Torre - Pedro, se encuentra muy cerca de dicha localidad, perteneciente al municipio de Molinicos, dentro de la provincia de Albacete (Castilla-La Mancha, España).

## Historia
Situada durante varios decenios en la frontera entre cristianos y musulmanes, Torre - Pedro fue dotada de una atalaya de vigilancia, desde la cual puede divisarse las proximidades de Yeste, sede de la encomienda de Yeste – Taibilla, y gran foco de poder de la orden de Santiago que luchaba contra los musulmanes de Huéscar (actual provincia de Granada), y que hicieron varias incursiones por estas tierras. 

## Características
En el alto de una montaña, y sobre una mole imponente de roca, dentro de la Sierra del Cujón, la torre - atalaya tenía forma cúbica, siendo su construcción de mazonería con sillería en las aristas de sus lados.
Se pueden divisar los agujeros en los que se encajaban las vigas de madera que sostenían las diversas plantas.

## Actualidad
En la actualidad forma parte de la "ruta de las atalayas", que recorre los municipios de Molinicos, Yeste y Nerpio, todos ellos en la provincia de Albacete.
Se encuentra en estado de ruina progresiva, y bajo la protección de la Declaración genérica del Decreto de 22 de abril de 1949, y la Ley 16/1985 sobre el Patrimonio Histórico Español.